# Radio Juventud de Aranda de Duero
Radio Juventud de Aranda de Duero, es una emisora  desaparecida que transmitió desde esta localidad burgalesa y para la comarca de la Ribera del Duero, desde 1955 a 1991.

## Historia

### Inicios
La primera radio local de Aranda de Duero (Burgos) empezó a emitir oficialmente el 29 de junio de 1955, con un "Aquí Radio Aranda". Era la Estación Escuela n.º 52 de la Cadena Azul de Radiodifusión (CAR), y estaba ubicada en la calle San Francisco, ocupando  todo el primer piso del edificio que después se transformó en la Casa de la Juventud. Tenía un locutorio y un control; un estudio donde se realizaban los ensayos y grabaciones de teatro radiofónico, con su propio cuadro de actores; un salón con butacas de madera donde se hacían los ‘cara al público’ -programas en directo, sobre todo de concursos-, y las dependencias administrativas, de publicidad y dirección. 
El equipo de emisiones en Onda Media -que estaba en el control- era de lámparas (en principio de 400 vatios, luego de 1.000); y la antena, se erguía sobre el tejado del mismo inmueble. Más tarde se  construyó una caseta en el pinarcillo del entorno de la ermita de la Patrona (Virgen de las Viñas), por su situación en alto, para instalar el equipo de emisiones y la antena; ésta -primero entre dos postes- se transformó después en la torreta que perdura en 2016.
Fueron programas de aquellos primeros tiempos, ‘Cante y Gane’, ‘Carrusel de la Suerte’, ‘Jueves infantiles’, ‘Antorcha Deportiva’, ‘Pantalla’ (cine y teatro), sin olvidar los ‘Discos dedicados’ (mensajes de felicitación a familiares o amigos), o la elección del ‘Arandino del Año’ (el personaje más popular o representativo de la vida local), etc.

### Del final de los años sesenta a su cierre
Más tarde, la emisora se cambió de ubicación a un piso, también en la calle San Francisco (locutorio y control; sala de redacción y mesas redondas; discoteca; administración y dirección). Eran los años 67/68, cuando de la OM se pasó a FM con un equipo de 1 kW.; pero al no haber aún casi receptores particulares para escuchar la frecuencia modulada, fue un momento de crisis, con una baja apreciable del número de seguidores. 
Después, los cambios en la reorganización de los medios de comunicación públicos hicieron que la primitiva CAR -en la que se emitía como ‘Radio Juventud de Aranda’-, se reconvirtiera  -uniéndola a las otras dos cadenas estatales: la  Cadena de Emisoras Sindicales (CES) y la  Red de Emisoras del Movimiento (REM)-, en  Radiocadena Española (RCE) -año 1979-; y, más tarde -a partir de 1989-, en su fusión total en una sola red, la de Radio Nacional de España (RNE), del Grupo Radio Televisión Española (RTVE) 
En los años 80, como ‘Radiocadena Aranda’, y después como ‘Radio Nacional en Aranda, Radio 5’, vivió la última etapa como una emisora profesionalizada -tanto en medios técnicos como humanos- que fue capaz de realizar una importante producción propia al servicio de Aranda y la Ribera, siendo transmisor de las inquietudes y problemas que los ciudadanos les confiaban.
Entre el rosario de programas (magazines, informativos, deportivos o de ocio) que se emitieron en esta época dorada, destacar ‘Las Semanas de la Radio’ -1982 a 1991- (de las que fueron pioneros), con exposiciones, charlas, mesas redondas, concursos, movidas en la calle, fiestas en discotecas, programas en Aranda y desde muchos pueblos de la comarca, con la presencia y actuaciones de músicos, cantantes, y famosos artistas y profesionales del medio a nivel nacional, que constituyeron un gran acontecimiento popular y social, aún muy recordado.
Así se vivió la última etapa de esta  emisora, hasta su cierre el 24 de junio de 1991 -cuando acababa de cumplir los 36 años transmitiendo en la Ribera burgalesa-, por decisión del entonces director general de RTVE, Jordi García Candau, que clausuró una veintena de radios públicas de RNE, entre ellas la arandina. Su plantilla fue derivada a otros centros emisores de Castilla y León, y su frecuencia (90.0 FM) sigue emitiendo como poste repetidor de la programación nacional.